# Раттмен, Трой
Трой Ра́ттмен (англ. Troy Ruttman, 11 марта 1930, Мурленд, Оклахома — 19 мая 1997, Лейк-Хавасу-Сити, Аризона) — американский автогонщик, победитель 500 миль Индианаполиса 1952 года, пилот ChampCar.

## Карьера
Трой Раттмен начал выступления в автоспорте в 1949 году. В 1952 стал самым молодым победителем 500 миль Индианаполиса, став самым молодым победителем этапа чемпионата мира по автогонкам "Формула-1", вплоть до Гран-при Венгрии 2003 года. В чемпионате Формулы-1 этого года он стал седьмым. Правда, уже скоро Раттмен едва не погиб на гонке в Седар-Рэпидс, Айова. Он был серьёзно травмирован и не выступал до 1954.
После этого, помимо Индианаполиса, Трой Раттмен выступал редко. В 1957 Трой стал вторым в Two Worlds Trophy (Монца). В 1958 Раттмен принял участие в Гран-при Франции и Германии в Формуле-1 (на Maserati). А в 1960 американец вернулся на «Кирпичницу». Последняя его гонка там прошла в 1964.

## Полная таблица результатов вФормуле-1
| Легенда к таблице |                                                                    |
| --- | ------------------------------------------------------------------ |
| В таблице перечислены результаты всех Гран-при Формулы-1, в которых принимал участие гонщик. Строками таблицы являются сезоны, столбцами — этапы чемпионата мира. В каждой клетке указаны сокращённое название этапа и результат, дополнительно обозначенный цветом. Расшифровка обозначений и цветов представлена в нижеследующей таблице. |                                                                    |
| \| Пример \| Описание \| \| ------------ \| ------------------------------------------------------------------ \| \| 1 \| Победитель \| \| 2 \| Второе место \| \| 3 \| Третье место \| \| 5 \| Финишировал, заработав очки \| \| Сход \| Не финишировал, но при этом заработал очки \| \| 12 \| Финишировал, не получив очков \| \| НКЛ \| Финишировал, но не попал в финальную классификацию \| \| 15 \| Участвовал вне зачёта, либо по отдельной классификации \| \| 18 \| Не финишировал, но попал в финальную классификацию \| \| Сход \| Не финишировал \| \| НКВ \| Не прошёл квалификацию \| \| НПКВ \| Не прошёл предквалификацию \| \| ДСК \| Дисквалифицирован \| \| ИСК \| Исключён из протокола соревнований \| \| ТТ \| Заявлен для участия только в тренировках \| \| НС \| Участвовал в квалификации, но не стартовал в гонке \| \| Т \| Травмирован или болен \| \| ОТК \| Отказ от участия \| \| НТР \| Прибыл на соревнования, но на трассу не выезжал \| \| НПР \| Был заявлен в числе участников, но не прибыл к началу соревнований \| \| О \| Соревнования отменены \| \| \| Не участвовал \| \| Поул-позиция \| \| \| Быстрый круг \| \| |                                                                    |
| Пример | Описание                                                           |
| 1 | Победитель                                                         |
| 2 | Второе место                                                       |
| 3 | Третье место                                                       |
| 5 | Финишировал, заработав очки                                        |
| Сход | Не финишировал, но при этом заработал очки                         |
| 12 | Финишировал, не получив очков                                      |
| НКЛ | Финишировал, но не попал в финальную классификацию                 |
| 15 | Участвовал вне зачёта, либо по отдельной классификации             |
| 18 | Не финишировал, но попал в финальную классификацию                 |
| Сход | Не финишировал                                                     |
| НКВ | Не прошёл квалификацию                                             |
| НПКВ | Не прошёл предквалификацию                                         |
| ДСК | Дисквалифицирован                                                  |
| ИСК | Исключён из протокола соревнований                                 |
| ТТ | Заявлен для участия только в тренировках                           |
| НС | Участвовал в квалификации, но не стартовал в гонке                 |
| Т | Травмирован или болен                                              |
| ОТК | Отказ от участия                                                   |
| НТР | Прибыл на соревнования, но на трассу не выезжал                    |
| НПР | Был заявлен в числе участников, но не прибыл к началу соревнований |
| О | Соревнования отменены                                              |
| | Не участвовал                                                      |
| Поул-позиция |                                                                    |
| Быстрый круг |                                                                    |

| Сезон | Команда                      | Шасси             | Двигатель            | Ш          | 1   | 2       | 3       | 4       | 5   | 6      | 7   | 8      | 9   | 10  | 11  | Место | Очки |
| ----- | ---------------------------- | ----------------- | -------------------- | ---------- | --- | ------- | ------- | ------- | --- | ------ | --- | ------ | --- | --- | --- | ----- | ---- |
| 1950  | Bowes Seal Fast Racing       | Lesovsky          | Offenhauser 3,0 L4S  | F          | ВЕЛ | МОН     | 500 15  | ШВА     | БЕЛ | ФРА    | ИТА |        |     |     |     | —     | 0    |
| 1951  | Agajanian Featherweight      | Kurtis Kraft      | Offenhauser 3,0 L4S  | F          | ШВА | 500 23  | БЕЛ     | ФРА     | ВЕЛ | ГЕР    | ИТА | ИСП    |     |     |     | —     | 0    |
| 1952  | J. C. Agajanian              | Kuzma             | Offenhauser 3,0 L4S  | F          | ШВА | 500 1   | БЕЛ     | ФРА     | ВЕЛ | ГЕР    | НИД | ИТА    |     |     |     | 7     | 8    |
| 1953  | Travelon Trailer             | Kurtis Kraft 500B | Offenhauser 3,0 L4S  | Неизвестно | АРГ | 500 НКВ | НИД     | БЕЛ     | ФРА | ВЕЛ    | ГЕР | ШВА    | ИТА |     |     | —     | 0    |
| 1954  | Automobile Shippers/Casaroll | Kurtis Kraft 500A | Offenhauser 3,0 L4S  | F          | АРГ | 500 4   | БЕЛ     | ФРА     | ВЕЛ | ГЕР    | ШВА | ИТА    | ИСП |     |     | 23    | 1,5  |
| 1955  | Novi Air Conditioner         | Kurtis Kraft FD   | Novi C               | F          | АРГ | МОН     | 500 НКВ | БЕЛ     | НИД | ВЕЛ    | ИТА |        |     |     |     | —     | 0    |
| 1956  | John Zink                    | Kurtis Kraft 500C | Offenhauser 3,0 L4S  | F          | АРГ | МОН     | 500 31  | БЕЛ     | ФРА | ВЕЛ    | ГЕР | ИТА    |     |     |     | —     | 0    |
| 1957  | John Zink                    | Watson            | Offenhauser 3,0 L4S  | F          | АРГ | МОН     | 500 31  | ФРА     | ВЕЛ | ГЕР    | ПЕС | ИТА    |     |     |     | —     | 0    |
| 1958  | Agajanian                    | Kuzma             | Offenhauser 3,0 L4S  | F          | АРГ | МОН     | НИД     | 500 НКВ |     |        |     |        |     |     |     | —     | 0    |
| 1958  | Scuderia Centro Sud          | Maserati 250F     | Maserati 250F 2,5 L6 | P          |     |         |         |         | БЕЛ | ФРА 10 | ВЕЛ | ГЕР НС | ПОР | ИТА | МАР | —     | 0    |
| 1960  | John Zink Heater             | Watson            | Offenhauser 3,0 L4S  | F          | АРГ | МОН     | 500 20  | НИД     | БЕЛ | ФРА    | ВЕЛ | ПОР    | ИТА | США |     | —     | 0    |